# Lokomofeilow
Als Iwan Lokomofeilow (auch Iwan Feilowitsch) wurde in Witzen in der DDR ein fiktiver sowjetischer Arbeiter oder Neuerer bezeichnet, der angeblich eine Lokomotive aus einem Block Stahl gefeilt hatte.
Die dahinterstehende Aussage ist die, dass mit unsinnig großem Material-Einsatz (ein Block Stahl) und unsinnig großem personellen Einsatz (ein Mann feilt)  eine Aufgabe bewältigt wird, die unter Verwendung von gegenwärtiger Technologie mit wesentlich weniger Personal- und Material-Einsatz erledigt werden kann.
In einem Witz wird erzählt, dass der Saporoshez, ein Automobil, von Iwan Feilowitsch handgefertigt wird.